# Норт Бич (Мериленд)
Норт Бич (енгл. North Beach) град је у америчкој савезној држави Мериленд.

## Демографија
По попису из 2010. године број становника је 1.978, што је 98 (5,2%) становника више него 2000. године.
| Група             | 2000.         | 2010.         |
| Белци             | 1.650 (87,8%) | 1.596 (80,7%) |
| Афроамериканци    | 117 (6,2%)    | 210 (10,6%)   |
| Азијати           | 18 (1,0%)     | 16 (0,8%)     |
| Хиспаноамериканци | 39 (2,1%)     | 66 (3,3%)     |
| Укупно            | 1.880         | 1.978         |